# Carlo Maria Giulini
Carlo Maria Giulini (Barletta, provincia de Bari, 9 de mayo de 1914 - Brescia, 14 de junio de 2005) fue un director de orquesta italiano.

## Biografía
Carlo Maria Giulini nació en el seno de una familia amante de la música que procedía del norte de Italia. Con sólo cinco años de edad inició su formación musical en la Academia de Santa Cecilia de Roma, decantándose por el violín y la viola, para más tarde estudiar composición y dirección bajo la tutela de Alfredo Casella y Bernardino Molinari. Durante estos años Giulini constituyó un cuarteto de cuerdas. Con dieciocho años cumplidos ganó un puesto de viola en la Orquesta de la Ópera de Roma y ello le permitió trabajar bajo las órdenes de las mejores batutas del momento, como Walter, Klemperer, Furtwängler, Richard Strauss o Stravinski, la generación a la que estaba llamado a suceder. Luego estudió dirección de orquesta con Bernardino Molinari.
En 1939 Giulini vio frustrado su primer contrato como director por el estallido de la Segunda Guerra Mundial, negándose a inscribirse en el Partido Fascista y uniéndose a los partisanos junto a su esposa Marcella de Girolami. Ambos se vieron obligados a vivir escondidos durante nueve meses en un túnel. En junio de 1944, cuando Roma fue liberada por las tropas aliadas los directores que habían actuado bajo Mussolini fueron vetados o huyeron, con lo que Giulini fue convocado para dirigir el concierto conmemorativo de la liberación al frente de la Orquesta de la Ópera de Roma (Orquesta del Augusteo). Ese mismo año, Giulini sustituyó a Fernando Previtali al frente de la Orquesta de la RAI de Roma y dos años más tarde se convirtió en su director musical.
Giulini trabajó en la Radio de Milán desde 1946 a 1951, donde reestrenó varias óperas olvidadas, entre otras alguna de Alessandro Scarlatti. En 1948 Giulini debutó como director operístico en Bérgamo y un año más tarde participó en los festivales de Estrasburgo, Praga y Venecia. Arturo Toscanini escuchó una producción de Haydn, Il mondo della luna; esto llevó a Toscanini a recomendar a Giulini para la directoría de La Scala. Sus actuaciones como director de ópera tampoco pasaron desapercibidas para Victor de Sabata, quien invitó a Giulini a ejercer como asistente en La Scala en 1951, debutando como director la temporada siguiente mediante una representación de La vida breve de Falla. La salud de De Sabata provocó que Giulini fuera el encargado de abrir la temporada de 1953 con una producción de La Wally de Catalani. Pero su gran éxito se produjo en 1955 con una histórica representación de La traviata con Callas y Di Stefano. Ese mismo año Giulini se presentó en los Festivales de Edimburgo y debutó al frente de la Orquesta Sinfónica de Chicago por invitación de su entonces titular, Fritz Reiner.
En 1956 surgieron problemas en La Scala con motivo de una representación de El barbero de Sevilla — en parte debidos a Maria Callas — lo que provocó que Giulini no volviese a dirigir nunca más ópera en dicho coliseo (aunque siguió dirigiendo conciertos sinfónicos con la Orquesta del Teatro de La Scala).
En 1958 Giulini se presentó en el Covent Garden con una producción muy celebrada de Don Carlo de Verdi con la colaboración escénica con Visconti. Los contactos entre Giulini y el Covent Garden se prolongaron hasta 1967, cuando una versión de La traviata fracasó por la polémica concepción escénica de Visconti.
Durante los años 1960, tuvo gran demanda como director invitado de importantes orquestas alrededor del mundo, e hizo numerosas grabaciones bien recibidas con la Orquesta Philharmonia de Londres, entre otras.
Después de 1968 Giulini abandonó la ópera, como resultado de querer comprometer su visión artística, concentrándose sólo en trabajos orquestales. Sirvió como Principal Director de Orquesta Invitado de la Orquesta Sinfónica de Chicago de 1969 a 1978, y fue nombrado Director de Música de la Orquesta Sinfónica de Viena en 1973.
De 1978 a 1984, sirvió como Director titular y Director de Música de la Orquesta Filarmónica de Los Ángeles, lanzando su permanencia con la interpretación de la Sinfonía n.º 9 de Beethoven. Con dicha formación Giulini realizó una extraordinaria labor que incluyó numerosas grabaciones discográficas de altísimo nivel y triunfales giras. En esta etapa, Giulini era considerado como una de las mejores batutas mundiales y su presencia era requerida por las mejores orquestas.
En 1982 se produjo el esperado retorno de Giulini a la ópera mediante una producción de Falstaff en el Covent Garden que provocó la admiración mundial. Ese mismo año Giulini fue condecorado con la distinción Una vida por la música que anteriormente sólo habían recibido Artur Rubinstein, Andrés Segovia y Karl Böhm. En sus últimos años, Giulini se dedicó a actuar como director invitado en giras con diversas orquestas y a realizar algunas grabaciones discográficas como las de algunas sinfonías de Bruckner al frente de la Orquesta Filarmónica de Viena.
Muy aquejado por problemas de salud, el maestro italiano ofreció su último concierto público en 1998. Retirado desde entonces de toda actividad concertística, mantuvo aún una labor pedagógica en la Escuela de Fiesole y en la Academia Chigiana. Falleció en un hospital de Brescia el 14 de junio de 2005 y sus restos fueron enterrados en Bolzano, localidad en la que residía.
Formaba parte de la generación de la posguerra europea, en la que también se contaban Herbert von Karajan, Sergiu Celibidache, Georg Solti, Rafael Kubelik... Nombres que dieron al arte sentido en medio de las ruinas y consiguieron como intérpretes dirigir de nuevo el camino de la gran música occidental.

## Estilo y repertorio
Giulini se caracterizó por su minuciosidad y atención al detalle, su equilibrio y su elegancia en el fraseo. Su repertorio habitual, cuidadosamente escogido y meditado, le hizo referencial en determinados autores y obras.
En su opinión, la escritura musical es la más misteriosa porque aunque sus signos matemáticos son precisos, una misma nota puede sonar de forma diferente según factores como el tiempo o la longitud. La labor del director de orquesta consiste en indagar qué trataba de decir el compositor y ofrecer los resultados al público. "La música habla a la imaginación emotiva de cada persona de distinta forma", dice Giulini. "Al final, el aplauso no es un bravo a los intérpretes, sino un gracias al compositor y al genio de la música".
Su identificación con las obras interpretadas fue absoluta y su grado de emotividad hacia las mismas resultaba fundamental. Fue un director que mantuvo un repertorio muy acotado en el que la música modernista apenas tuvo cabida.
En el ámbito operístico su colaboración con el director Luchino Visconti produjo una serie de modélicas representaciones que tuvieron como guinda a una excepcional Maria Callas. Las grabaciones referenciales de Giulini incluyen las versiones de 1959 con la Orquesta y Coros Philharmonia de las óperas de Mozart, Le Nozze di Figaro y Don Giovanni por EMI, además de sus grabaciones de 1955 de La Traviata de Verdi con Maria Callas. Aunque posteriormente redujo la interpretación operística, sobresalen las versiones de Don Carlos, con Plácido Domingo y Montserrat Caballé y de Rigoletto, con Piero Cappuccilli, Plácido Domingo e Ileana Cotrubas.
Sus grabaciones sinfónicas más valoradas incluyen la 3ª de Beethoven con la Orquesta Filarmónica de Los Ángeles. Con la Orquesta Sinfónica de Chicago, los Cuadros de una exposición de Músorgski, la 9.ª sinfonía de Mahler y las 7ª, 8ª y 9.ª sinfonías de Dvorak. Con la Orquesta Filarmónica de Viena las 7ª, 8ª y 9.ª sinfonías de Bruckner, en grabaciones de Deutsche Grammophon. También son muy apreciadas sus grabaciones de algunas sinfonías de Beethoven con la Sinfónica de Londres por su clasicismo y su fuerza, muy beethoveniana.
Mención especial merecen sus interpretaciones de Brahms. Ya desde sus inicios, con la Orquesta de la Accademia Nazionale di Santa Cecilia interpretó en 1944 una Cuarta sinfonía de gran éxito. En la década de los sesenta grabaría con la Orquesta Philharmonia el ciclo de sinfonías y los conciertos para piano con Claudio Arrau, interpretaciones todas ellas habitualmente citadas entre las versiones de referencia. En 1976 grabó con Itzhak Perlman y la Orquesta Sinfónica de Chicago el Concierto para violín, en una versión detallada de tempi dilatados. En los años ochenta, al frente de la Orquesta de los Ángeles, comenzaría de nuevo la grabación de las sinfonías, pero solo llegaron a materializarse en disco la primera y la segunda, a pesar de interpretaciones sueltas en concierto con diversas orquestas.
Tras sus interpretaciones de Bruckner con la Filarmónica de Viena en concierto, en 1989 le tocó el turno a Brahms, comenzando por la Cuarta sinfonía. Esta agrupación, tradicionalmente muy destacada en este autor, brindó a la batuta de Giulini una interpretación nostálgica muy meditada, más oscura que en las grabaciones de los años sesenta aunque con una transparencia exquisita y de tempi más dilatados. Al año siguiente le tocaría el turno a la Tercera, en una visión que destacaba el aspecto camerístico en los movimientos centrales y la desesperación del movimiento final. En 1991 se grabaron en estudio la primera y segunda, completando así un ciclo publicado por Deutsche Grammophon al que se añadió la Obertura trágica y las Variaciones sobre un tema de Haydn. Este ciclo, para muchos, constituye el legado más importante del director y la referencia absoluta en estas obras.
Giulini y su esposa, Marcella (fallecida en 1995), tuvieron tres hijos. Falleció en Brescia, Italia a los 91 años

## Grabaciones destacadas
| - 1955 Verdi: La traviata / Callas, di Stefano, Bastianini / Scala de Milan / EMI - 1959 Mozart: Las bodas de Figaro / Schwarzkopf, Wächter, Taddei, Moffo / Orquesta Philharmonia / EMI - 1959 Mozart:Don Giovanni / Wächter, Taddei, Schwarzkopf, Sutherland / Orquesta Philharmonia / EMI - 1960 Brahms: Concierto para piano n.º 1 / Arrau / Orquesta Philharmonia / EMI - 1961-68 Brahms: 4 Sinfonías / Orquesta Philharmonia / EMI - 1964 Verdi: Requiem / Schwarzkopf, Ludwig, Gedda, Ghiaurov / New Philharmonia / EMI - 1970 Verdi: Don Carlo / Domingo, Caballé, Raimondi, Milnes / Royal Opera House / EMI - 1976 Mahler: Sinfonía n.º 9 / Sinfónica de Chicago / DG | - 1976 Brahms: Concierto para violín / Perlman / Sinfónica de Chicago / EMI - 1978 Beethoven: Sinfonía n.º 3 / Filarmónica de Los Ángeles / DG - 1979 Beethoven: Conciertos para piano 1, 3 y 5 / Arturo Benedetti Michelangeli / Sinfónica de Viena / DG - 1980 Chaikovski: Sinfonía n.º 6 / Filarmónica de Los Ángeles / DG - 1982 Verdi: Falstaff / Bruson, Nucci, Ricciarelli / Filarmónica de Los Ángeles / DG - 1986 Bruckner: Sinfonía n.º 7 / Filarmónica de Viena / DG - 1987 Brahms: Ein Deutsches Requiem / Bonney, Schmidt / Filarmónica de Viena / DG - 1988 Bruckner: Sinfonía n.º 9 / Filarmónica de Viena / DG - 1989-90 Brahms: 4 Sinfonías / Filarmónica de Viena / DG |

## Discografía adicional
- Bach: Mass in B Minor, BWV 232 - Carlo Maria Giulini/Symphonieorchester des Bayerischen Rundfunks/Chor des Bayerischen Rundfunks/Ruth Ziesak/Roberta Alexander/Jard van Nes/Keith Lewis/David Wilson-Johnson, 1994 Sony
- Beethoven: Concerto for Violin and Orchestra & Romances for Violin and Orchestra - Carlo Maria Giulini/Orchestra filarmonica della scala/Salvatore Accardo, 1994 Sony
- Beethoven: Violin Concerto - Itzhak Perlman/Carlo Maria Giulini/Philharmonia Orchestra, EMI/Warner
- Beethoven, Symphony n.º 9 - Julia Varady/Jard van Nes/Keith Lewis/Simon Estes/Berliner Philharmoniker/Carlo Maria Giulini/Ernst Senff Chor, 1990 Deutsche Grammophon
- Beethoven: Symphony n.º 5 in C Minor, Op. 67 - Los Angeles Philharmonic & Carlo Maria Giulini, 1983 Deutsche Grammophon
- Beethoven: Missa Solemnis - Carlo Maria Giulini/Dame Janet Baker/Elly Ameling/Hans Sotin/Heather Harper/London Philharmonic Orchestra/Marius Rintzler/New Philharmonia Chorus/Robert Tear/Theo Altmeyer, 2005 EMI/Warner
- Beethoven: Symphony n.º 6 "Pastoral" - Schubert: Symphony n.º 4 "Tragic" - Los Angeles Philharmonic/Chicago Symphony Orchestra/Carlo Maria Giulini, 2007 Deutsche Grammophon
- Brahms, Concerto pour piano n.º 1 - Alexis Weissenberg/Carlo Maria Giulini/London Symphony Orchestra, EMI
- Bruckner: Symphony n.º 8 - Wiener Philharmoniker & Carlo Maria Giulini, 1985 Deutsche Grammophon
- Chopin: Piano Concerto Nos. 1 & 2 - Carlo Maria Giulini/Krystian Zimerman/Los Angeles Philharmonic, 1986 Deutsche Grammophon
- Debussy: La Mer & Nocturnes - Ravel: Alborada del gracioso & Daphnis et Chloé - Carlo Maria Giulini, 2004 EMI
- Dvorak: Symphony n.º 9 in E Minor Op. 95 "From the New World" - Ravel: La mère oye - Carlo Maria Giulini & Royal Concertgebouw Orchestra, 1994/1995 Sony
- Dvorak: Symphonies n.º 7, 8 & 9 - Carlo Maria Giulini/London Philharmonic Orchestra/Philharmonia Orchestra, 2006 EMI
- Fauré, Requiem - Giulini/Battle/Schmidt, Deutsche Grammophon
- Franck: Symphony in D Minor & Symphonic Variations for Piano and Orchestra - Carlo Maria Giulini, 1994 Sony
- Liszt, Conc. per pf. n. 1-2 - Berman/Giulini/WS, Deutsche Grammophon
- Mahler, Sinfonia n. 1 - Chicago Symphony Orchestra/Giulini EMI Grammy Award for Best Orchestral Performance 1971
- Mahler: Das Lied von der Erde - Brigitte Fassbaender/Francisco Araiza/Berliner Philharmoniker/Carlo Maria Giulini, Deutsche Grammophon
- Mozart, Conc. per pf. n. 23 - Horowitz/Giulini/Orch. del Teatro alla Scala, 1987 Deutsche Grammophon. Grammy Award 1989 per la Miglior interpretazione solista di musica classica con orchestra
- Mozart, Requiem - Philharmonia Orchestra/Giulini, Sony Classical - Grammy Award for Best Choral Performance 1981
- Mozart, Requiem in D Minor, K. 626 - Carlo Maria Giulini/Philharmonia Orchestra/Helen Donath/Ludwig, 2005 EMI
- Mozart: Symphonies Nos. 40 & 41 "Jupiter" - Berliner Philharmoniker & Carlo Maria Giulini, 1991 Sony
- Músorgski Ravel, Quadros de una exposición - Giulini/CSO, Deutsche Grammophon
- Rossini, Stabat Mater - Giulini/Ricciarelli/Gonzalez, 1981 Deutsche Grammophon
- Rossini, L'italiana in Algeri - Carlo Maria Giulini/Graziella Sciutti/Giulietta Simionato/Cesare Valletti/Coro e Orchestra del Teatro alla Scala, EMI
- Rossini: Overturas - Carlo Maria Giulini & Philharmonia Orchestra, 2004 EMI Great Artists of the Century
- Schubert: Symphony n.º 9 - Schumann: "Manfred" Overture - Chicago Symphony Orchestra/Los Angeles Philharmonic/Carlo Maria Giulini, Deutsche Grammophon
- Schumann: Symphony n.º 3 "Rhenish", "Manfred" Overture - Los Angeles Philharmonic & Carlo Maria Giulini, 1982 Deutsche Grammophon
- Schumann: Piano Concerto - Carlo Maria Giulini/Evgeny Kissin/Wiener Philharmoniker, 1993 Sony
- Verdi, Rigoletto - Giulini/Cappuccilli/Cotrubas, Deutsche Grammophon
- Verdi, Trovatore - Giulini/Domingo/Plowright, Deutsche Grammophon
- Verdi: Réquiem - Sharon Sweet/Florence Quivar/Vinson Cole/Simon Estes/Berliner Philharmoniker/Carlo Maria Giulini, 2008 Deutsche Grammophon
- Beethoven Schumann, El Arte de Carlo Maria Giulini - Giulini/LAPO/WPO/CSO, Deutsche Grammophon
- Giulini, Giulini en América vol. 1: Los Angeles - Los Angeles Philharmonic, Deutsche Grammophon
- Giulini, Giulini en América vol. 2: Chicago - 1976-78, Deutsche Grammophon
- Giulini, Giulini en Viena - Wiener Phiharmoniker/Wiener Symphoniker, Deutsche Grammophon
- Domingo & Giulini - Opera Gala - Carlo Maria Giulini/Los Angeles Philharmonic/Plácido Domingo, 2007 Deutsche Grammophon